# Долинянська сільська рада (Рогатинський район)
| Долинянська сільська рада — орган місцевого самоврядування у Рогатинському районі Івано-Франківської області з адміністративним центром у с. Долиняни. Історична дата утворення: в 1939 році. Сільській раді підпорядковані населені пункти: - с. Долиняни |

## Склад ради
Рада складається з 15 депутатів та голови.

### Керівний склад ради
| ПІБ                     | Основні відомості                                                 | Дата обрання | Дата звільнення |
| ----------------------- | ----------------------------------------------------------------- | ------------ | --------------- |
| Скоблій Богдан Іванович | Сільський голова, 1956 року народження, освіта, безпартійний      | 26.03.2006   | 31.10.2010      |
| Хома Василь Іванович    | Сільський голова, 1964 року народження, освіта вища, безпартійний | 31.10.2010   |                 |

Примітка: таблиця складена за даними джерела